# Mario Guerra Salinas
Mario Guerra Salinas (11 gennaio 1984) è un taekwondoka cileno.

## Carriera
Da juniores vinse la medaglia di bronzo agli US Open di Las Vegas del 2001. Vinse in seguito altre tre medaglie di bronzo ai XVI Giochi panamericani di Guadalajara nel 2011, ai campionati panamericani di Quito nel 2002 e di Sucre nel 2012.